# Список ссавців Реюньйону
Список видів ссавців Реюньйону містить перелік з 23 видів зареєстрованих на території Реюньйону згідно з МСОП. У список не включені заброди (Eubalaena australis) і свійські тварини. З 23 зазначених у таблиці видів, 1 зниклий, 4 перебуває під загрозою зникнення, 2 є уразливими.

## Особливості теріофауни Реюньйону
Клімат острову тропічний і вологий, але під впливом високих гір. Раніше на Реюньйоні були тропічні вологі широколистяні ліси. Поблизу узбережжя були прибережні болота і заболочені ліси, що переходили в тропічний ліс з навітряного боку і потім до низовинного сухого лісу, пальмових саван, гірських листяних лісів і гірських пусток на найвищих вершинах Реюньйону. Острів є домом для багатьох ендемічних рослин і тварин, більшість з яких, як вважається, родом з Мадагаскару й Африки. На Реюньйоні ліси та інші місця проживання були очищені для сільського господарства і деградували внаслідок впровадження чужорідних рослин. Велика частина острова була заліснена знову, однак і тепер він містить майже 40 відсотків від колишнього лісового покриву. 
Поселенці очистили більшу частину лісів для сільського господарства і випасання худоби, а також ввів багато інвазивних видів, в тому числі свиней, пацюків, кішок, мавп і мангустів. Багато видів, введених дослідниками й ранніми поселенцями, живуть сьогодні в напівсвободі: зайці, кролики й руса яванська. Багато собак є покинутими й бродячими по вулицях. Rattus rattus прибув на Реюньйон приблизно в 1670 році, Rattus norvegicus був уперше зареєстрований у 1735, представники виду Mus musculus, ймовірно проникли на острів у той же час, що й R. norvegicus.
На островах немає місцевих, не морських ссавців, за винятком кажанів. Багато морських видів та екосистем навколо острова Реюньйон не включені в систему захисту і знаходяться під загрозою.

## Список
Наступні теги використовуються для виділення охоронного статусу кожного виду за оцінками МСОП:
| EX | Extinct        | Зниклий                  |
| EN | Endangered     | Знаходиться під загрозою |
| VU | Vulnerable     | Уразливий                |
| LC | Least Concern  | В найменшій загрозі      |
| DD | Data Deficient | Відомості недостатні     |

| Список                     |                            |                     |             |            |
| Українська назва           | Латинська назва            | Автор таксона       | Статус МСОП | Зображення |
| Ряд: Afrosoricida          |                            |                     |             |            |
| Родина: Tenrecidae         |                            |                     |             |            |
| Тенрек безхвостий          | Tenrec ecaudatus           | Schreber, 1778      | LC          |            |
| Ряд: Cetartiodactyla       |                            |                     |             |            |
| Родина: Balaenopteridae    |                            |                     |             |            |
| Сейвал                     | Balaenoptera borealis      | Lesson, 1828        | EN          |            |
| Смугач Едена               | Balaenoptera edeni         | Anderson 1878       | DD          |            |
| Смугач блакитний           | Balaenoptera musculus      | Linnaeus, 1758      | EN          |            |
| Фінвал                     | Balaenoptera physalus      | Linnaeus, 1758      | EN          |            |
| Горбатий кит               | Megaptera novaeangliae     | Borowski, 1781      | LC          |            |
| Родина: Cervidae           |                            |                     |             |            |
| Руса яванська              | Rusa timorensis            | de Blainville, 1822 | VU          |            |
| Родина: Delphinidae        |                            |                     |             |            |
| Гринда короткоплавцева     | Globicephala macrorhynchus | Gray 1846           | DD          |            |
| Фразерів дельфін           | Lagenodelphis hosei        | Fraser, 1956        | LC          |            |
| Стенелла пантропічна       | Stenella attenuata         | Gray 1846           | LC          |            |
| Стенелла смугаста          | Stenella coeruleoalba      | Meyen, 1833         | LC          |            |
| Стено                      | Steno bredanensis          | Lesson 1828         | LC          |            |
| Афаліна звичайна           | Tursiops truncatus         | Montagu, 1821       | LC          |            |
| Родина: Physeteridae       |                            |                     |             |            |
| Когія короткоголова        | Kogia breviceps            | Blainville, 1838    | DD          |            |
| Когія плосконоса           | Kogia sima                 | Owen 1866           | DD          |            |
| Кашалот                    | Physeter macrocephalus     | Linnaeus, 1758      | VU          |            |
| Родина: Ziphiidae          |                            |                     |             |            |
| Ременезуб Бленвіля         | Mesoplodon densirostris    | Blainville 1817     | DD          |            |
| Ряд: Chiroptera            |                            |                     |             |            |
| Родина: Emballonuridae     |                            |                     |             |            |
|                            | Taphozous mauritianus      | É. Geoffroy, 1818   | LC          |            |
| Родина: Molossidae         |                            |                     |             |            |
|                            | Mormopterus acetabulosus   | Hermann, 1804       | VU          |            |
| Родина: Pteropodidae       |                            |                     |             |            |
| Крилан мавританський       | Pteropus niger             | Kerr, 1792          | EN          |            |
| Крилан малий мавританський | Pteropus subniger          | Kerr, 1792          | EX          |            |
| Родина: Vespertilionidae   |                            |                     |             |            |
|                            | Scotophilus borbonicus     | É. Geoffroy, 1803   | DD          |            |
| Ряд: Eulipotyphla          |                            |                     |             |            |
| Родина: Soricidae          |                            |                     |             |            |
| Сункус хатній              | Suncus murinus             | Linnaeus, 1766      | LC          |            |
| Ряд: Lagomorpha            |                            |                     |             |            |
| Родина: Leporidae          |                            |                     |             |            |
| Заєць сірий                | Lepus europaeus            | Pallas, 1778        | LC          |            |
| Заєць індійський           | Lepus nigricollis          | F. Cuvier, 1823     | LC          |            |